# Örnjollen

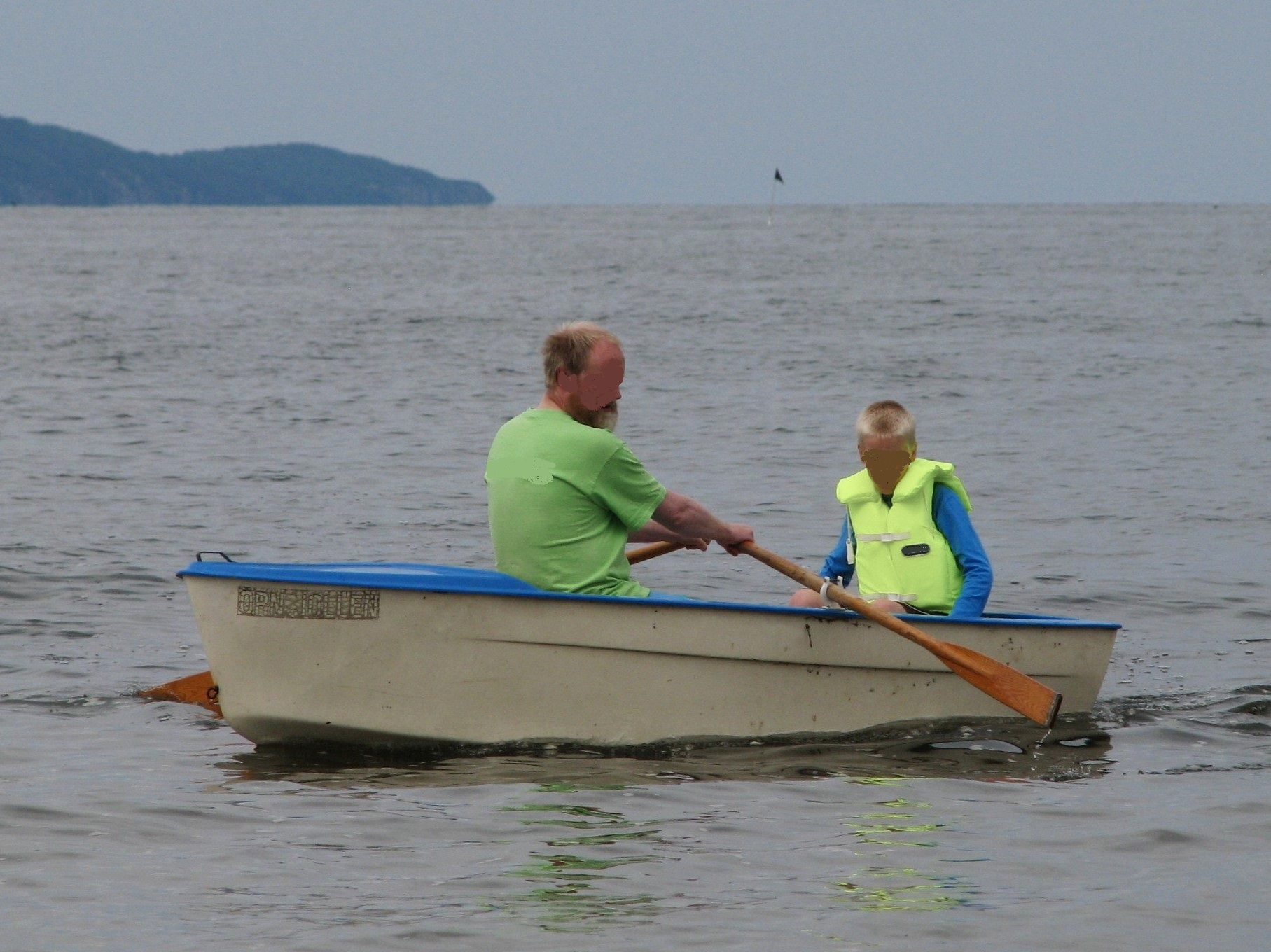
Örnjollen som roddbåt. I fören står namnet "Örnjollen", men dekalens plast har åldrats.

Örnjollen är en enmansjolle med ett storsegel. Örnjollen konstruerades på 1964 av Sigurd Isacson och tillverkades av Sigurd Isacson AB på Lidingö. En lättseglad båt, också lämpad som släp- och roddjolle.